# 香港之路

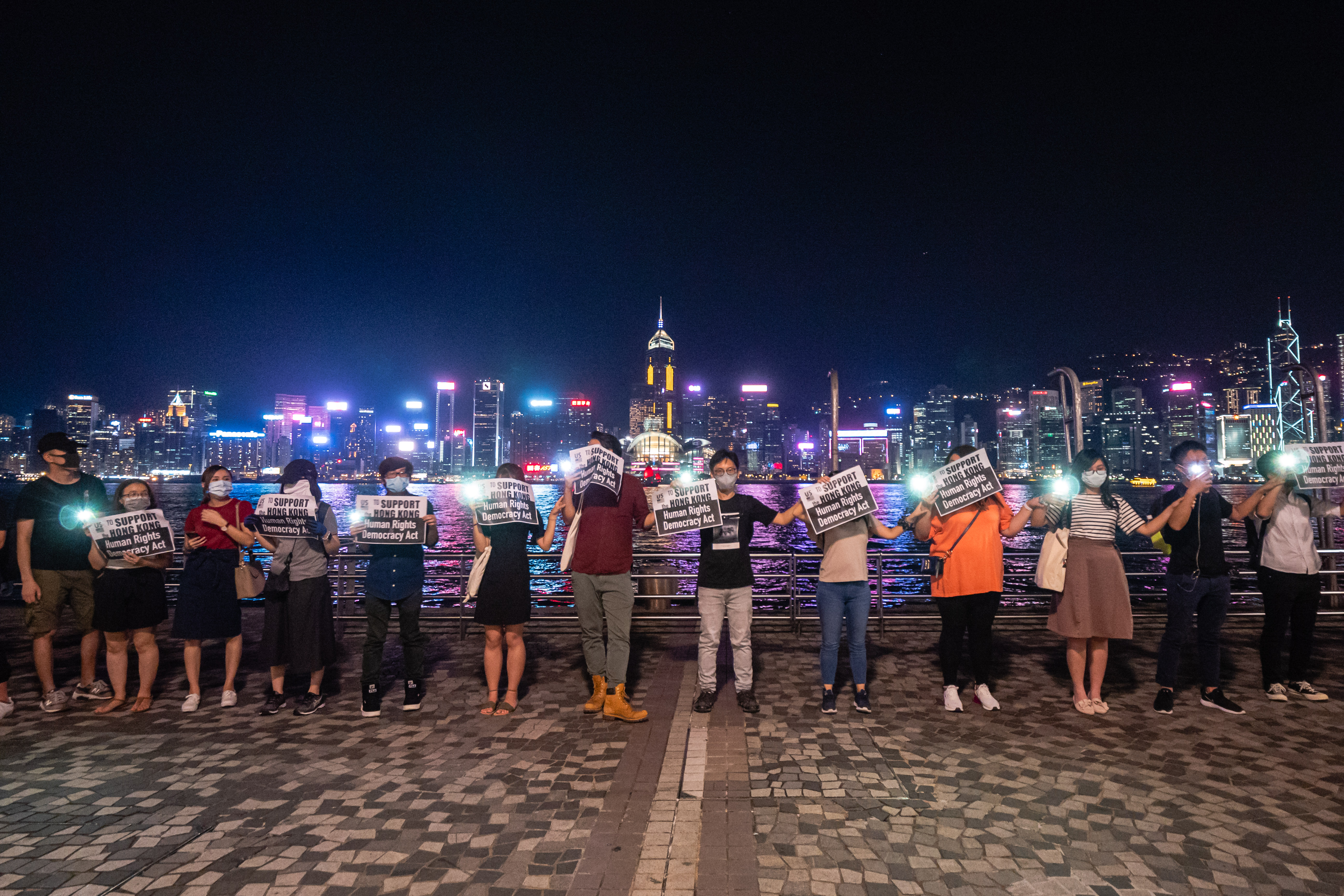
尖沙咀星光大道的「香港之路」

香港之路（英語：The Hong Kong Way）是2019年8月23日晚上在香港舉行的一次和平行動，當日為東歐三國波羅的海之路的30週年。發起人稱目的旨在喚起全球各界繼續關注香港，並向香港政府展示民眾對實現反修例運動五大訴求，捍衛人權、公義與法治的決心。主辦方聲稱行動逾21萬人參加，他們手牽手組成橫跨香港各區的人链，沿港鐵荃灣線、觀塘線及港島線穿過香港島及九龍，原訂路線總長度45公里，連同自發的市民組成的新增路線，共60公里。期間有示威者高舉手機閃光燈，並呼號口號，包括「香港人加油」、「五大訴求，缺一不可」，同時高唱《海闊天空》、《Do You Hear the People Sing?》等歌曲。在部分地區亦有人玩人浪，傳物件和有汽車響號支持。

## 背景

### 歷史
1989年8月23日，東歐三國愛沙尼亞、拉脫維亞和立陶宛發起了波羅的海之路，希望世界能夠關心三國共同的歷史遭遇。大約200萬人手牽手組成一個長度超過600公里的人鏈，穿過愛沙尼亞、拉脫維亞和立陶宛三國。600公里人鏈的場景震撼國際，在國內外均大收宣傳之效。

### 發起
發起行動的網民表示，是看見網上有文章提及「波羅的海之路」，之後在連登和Telegram討論後，在8月14日決定發起行動。阿T希望行動可以展示港人不分派別，以團結、和平方式爭取民間五大訴求，同時連結追求民主與人權的人士。他表示選擇在港鐵站外組成人鏈，可方便市民加入，特別是不便遊行又想參加的人士，讓抗爭走入社區。其後市民亦自發在各港鐵站組成義工隊負責探路，並開設各區Telegram群組，作為聯繫市民及發佈文宣。

## 路線

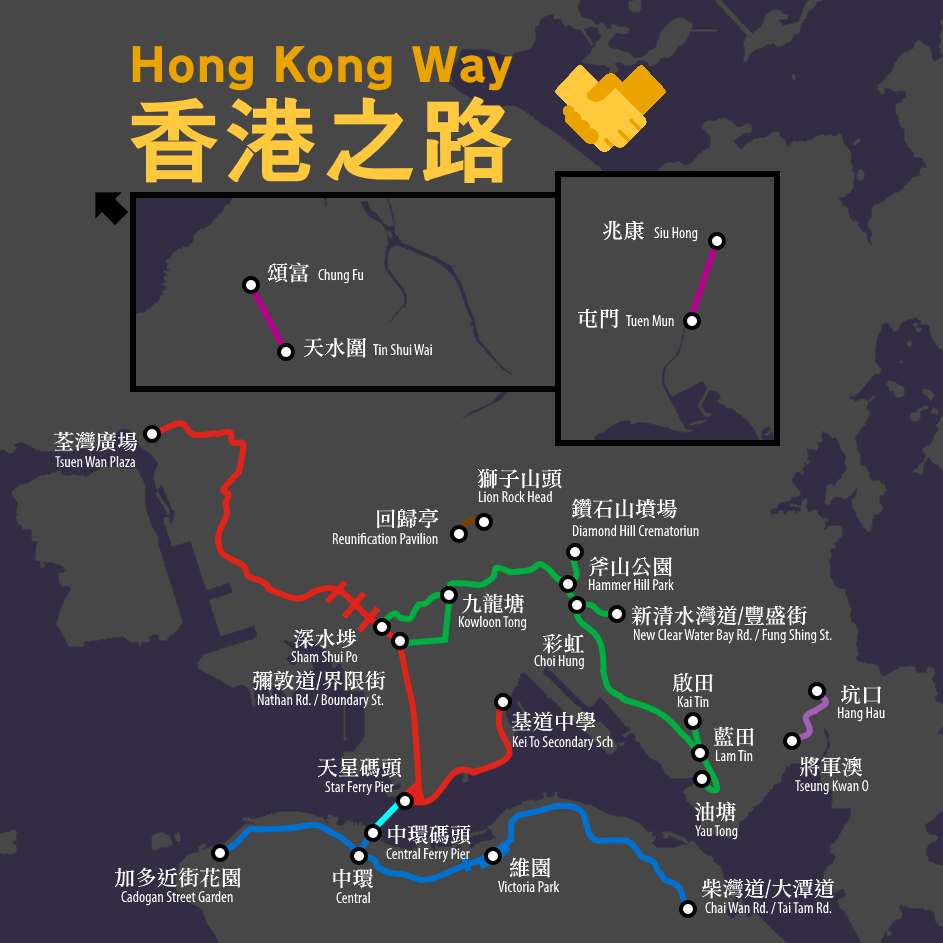
「香港之路」地圖

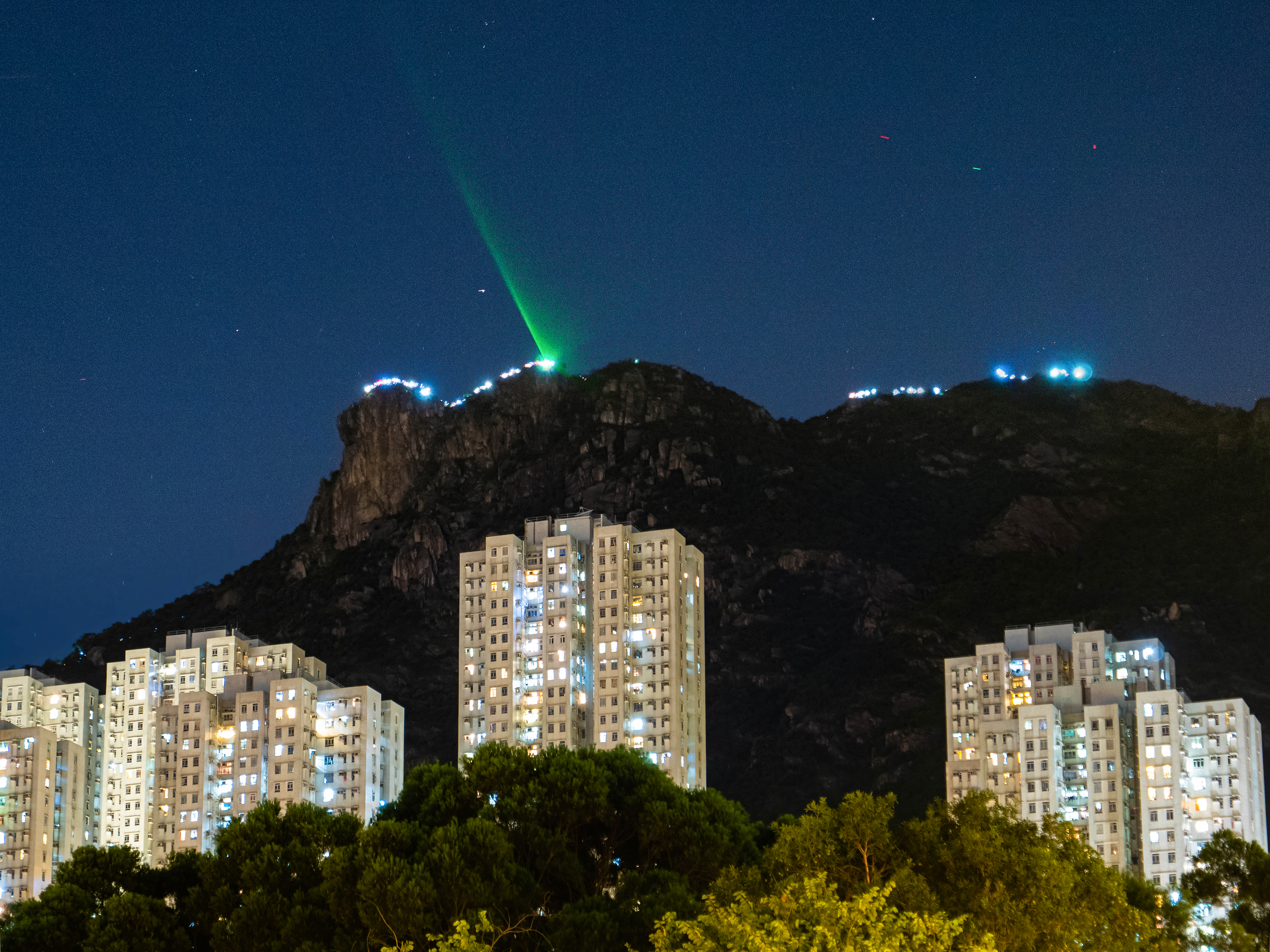
約200名市民登上獅子山築人鏈，有上山的市民表示獅子山代表香港人打不死的精神，希望完成歷史難得一見的創舉

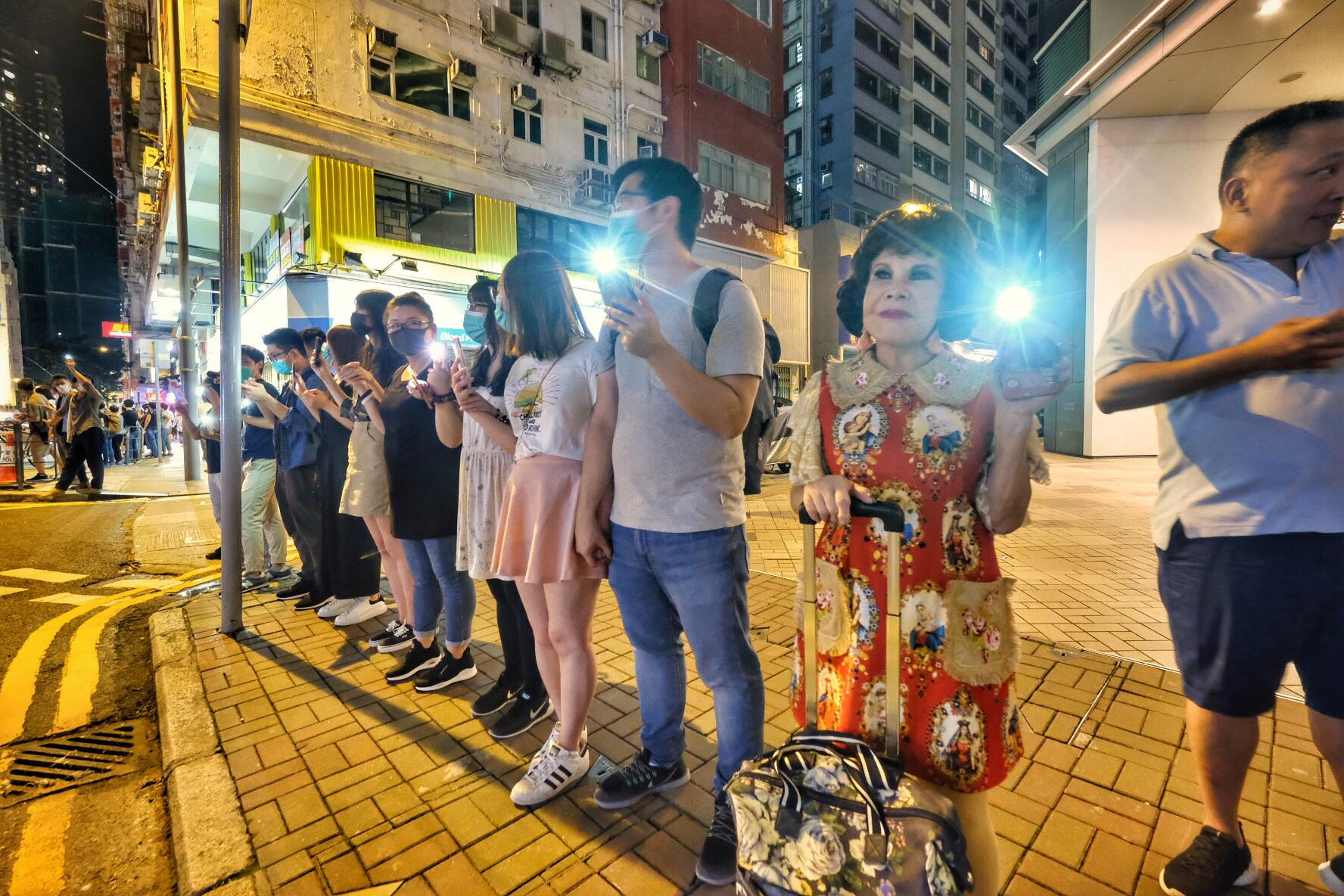
黃夏蕙在灣仔區支持香港之路

「香港之路」橫跨三條香港主要地鐵線：港島線、荃灣線及觀塘線，九龍港島兩岸由天星小輪線連接，距離長達45公里。
香港市民自發於其他地方組成人鏈，包括：獅子山、嘉頓山、星光大道、紅磡碼頭至鶴園街、窩打老道、界限街、基堤道至太子道西、筲箕灣沿柴灣道至大潭道路口、荃灣至荃灣大會堂和太子至九龍塘及荔枝角等。新增的人鏈路段長達15公里，令「香港之路」線長度達60公里。其中有參與人數較多的地區出現多層人鏈，例如油麻地於晚上9時所組成的人鏈多達3層。
晚上10時後活動結束後，新界西北的居民亦自發在天水圍、屯門及元朗，沿輕鐵線築起人鏈。而新界東的大圍車公廟路和將軍澳坑口站至將軍澳站亦有市民響應「香港之路」，有過千人參與。

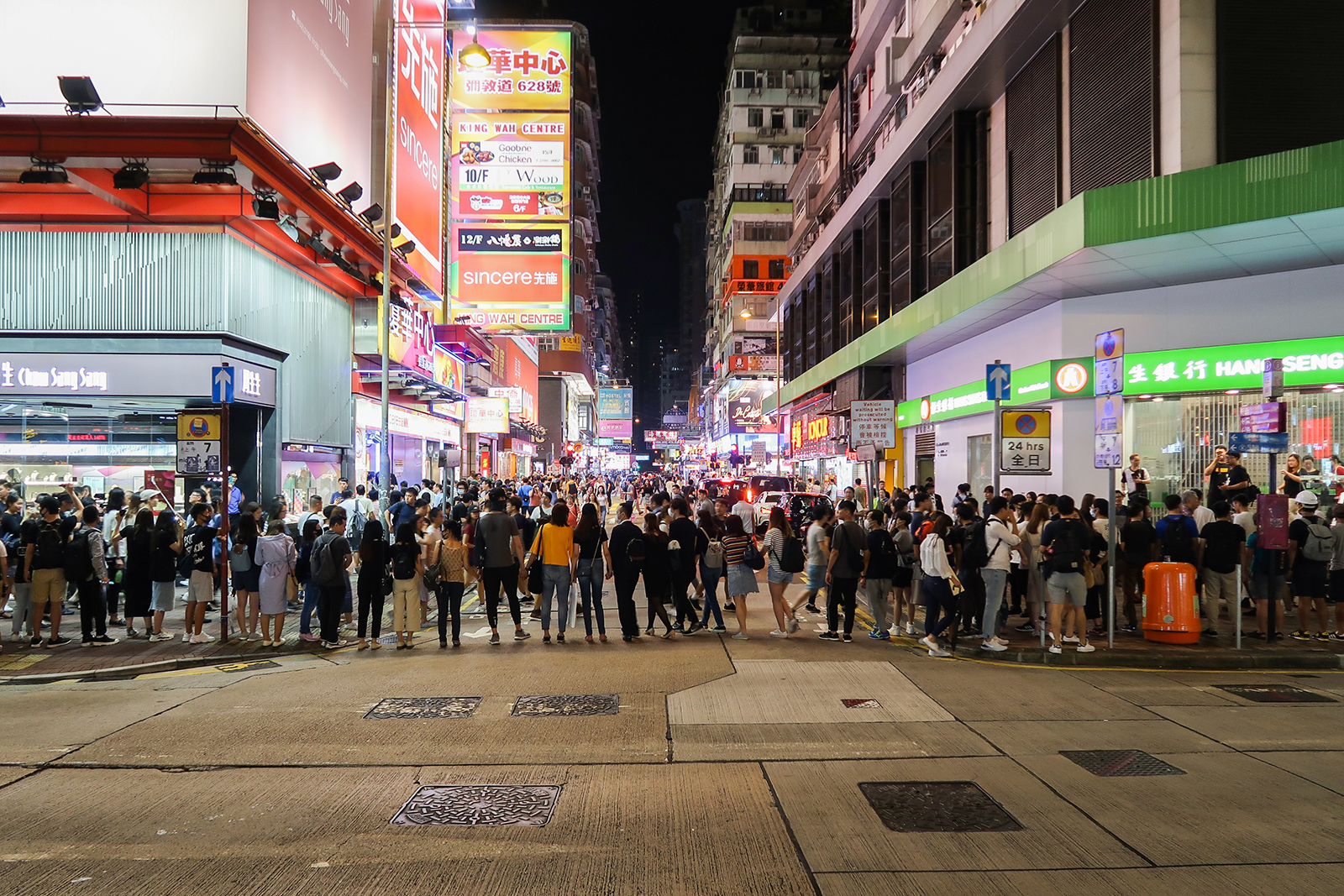
旺角彌敦道與山東街交界的「香港之路」
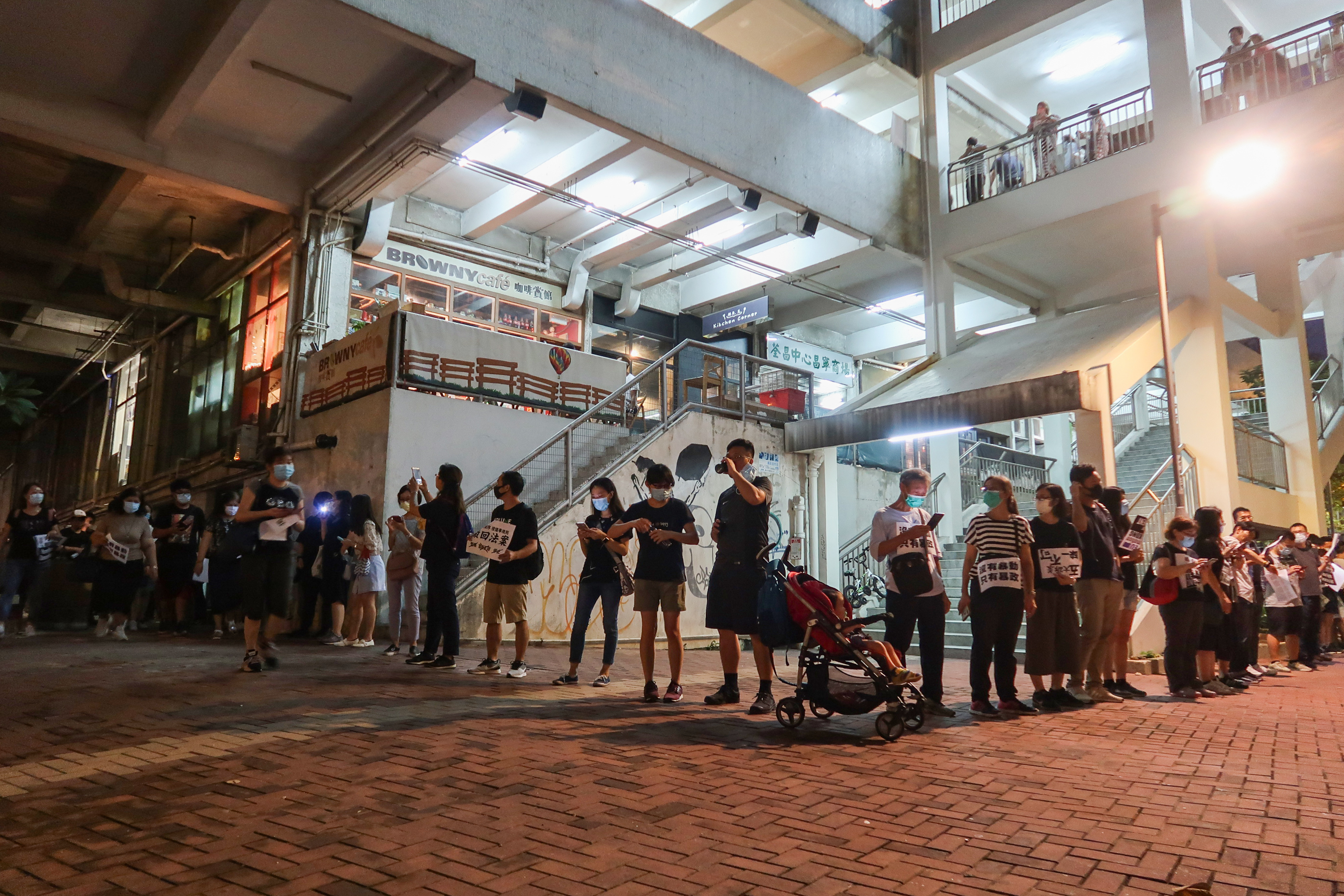
荃灣荃昌中心的「香港之路」
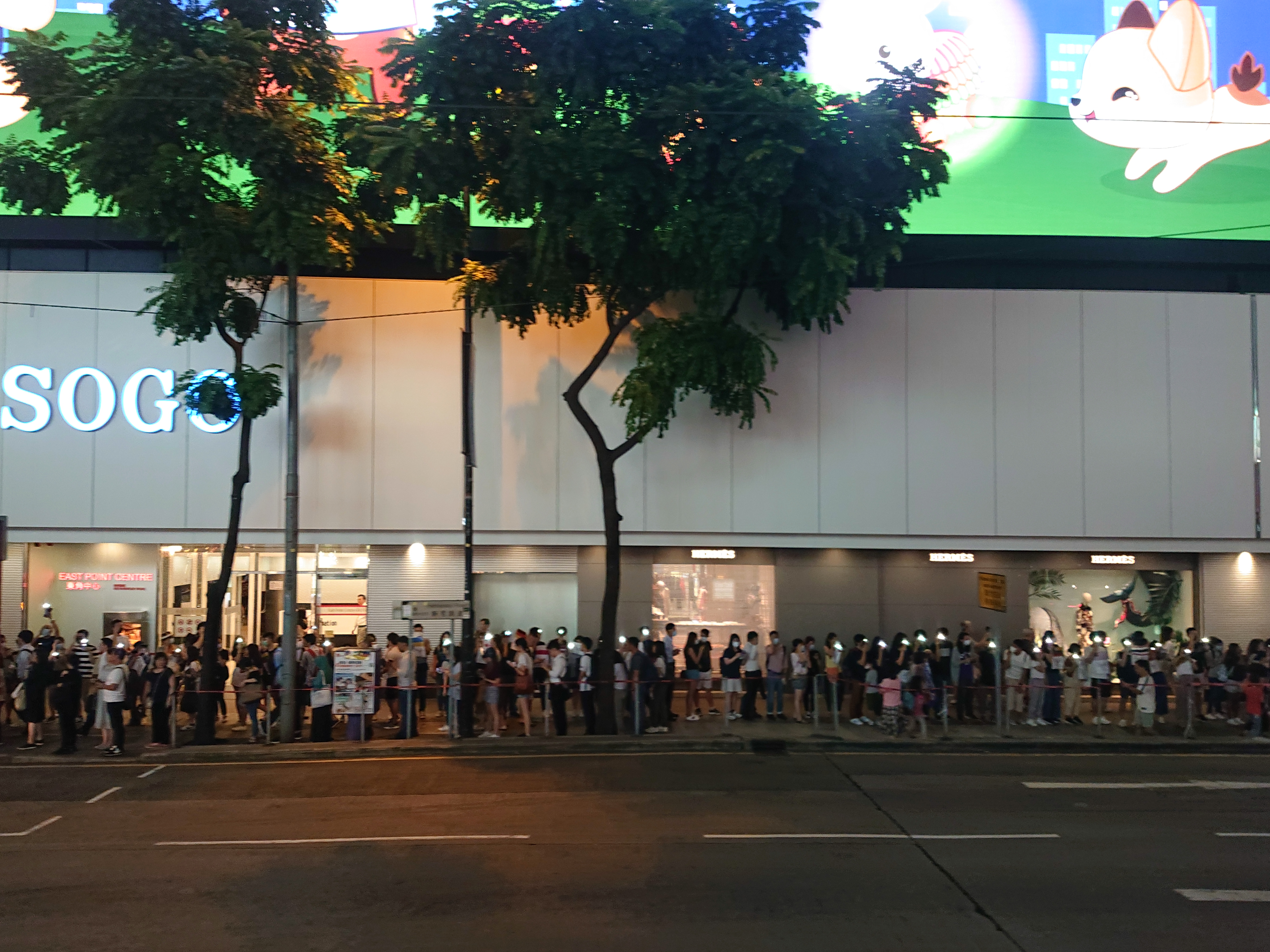
銅鑼灣崇光百貨對出的「香港之路」
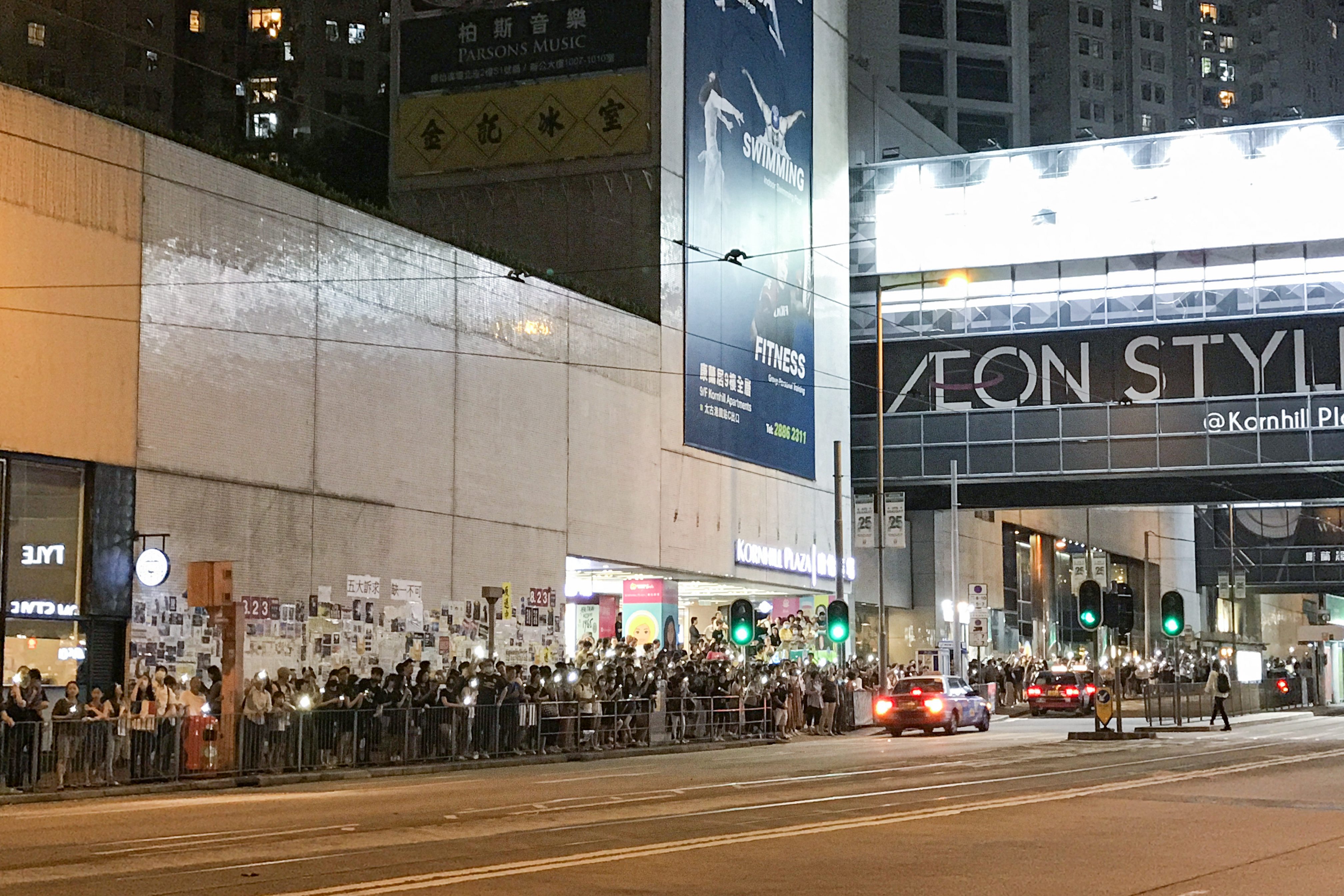
鰂魚涌康怡廣場對出的「香港之路」
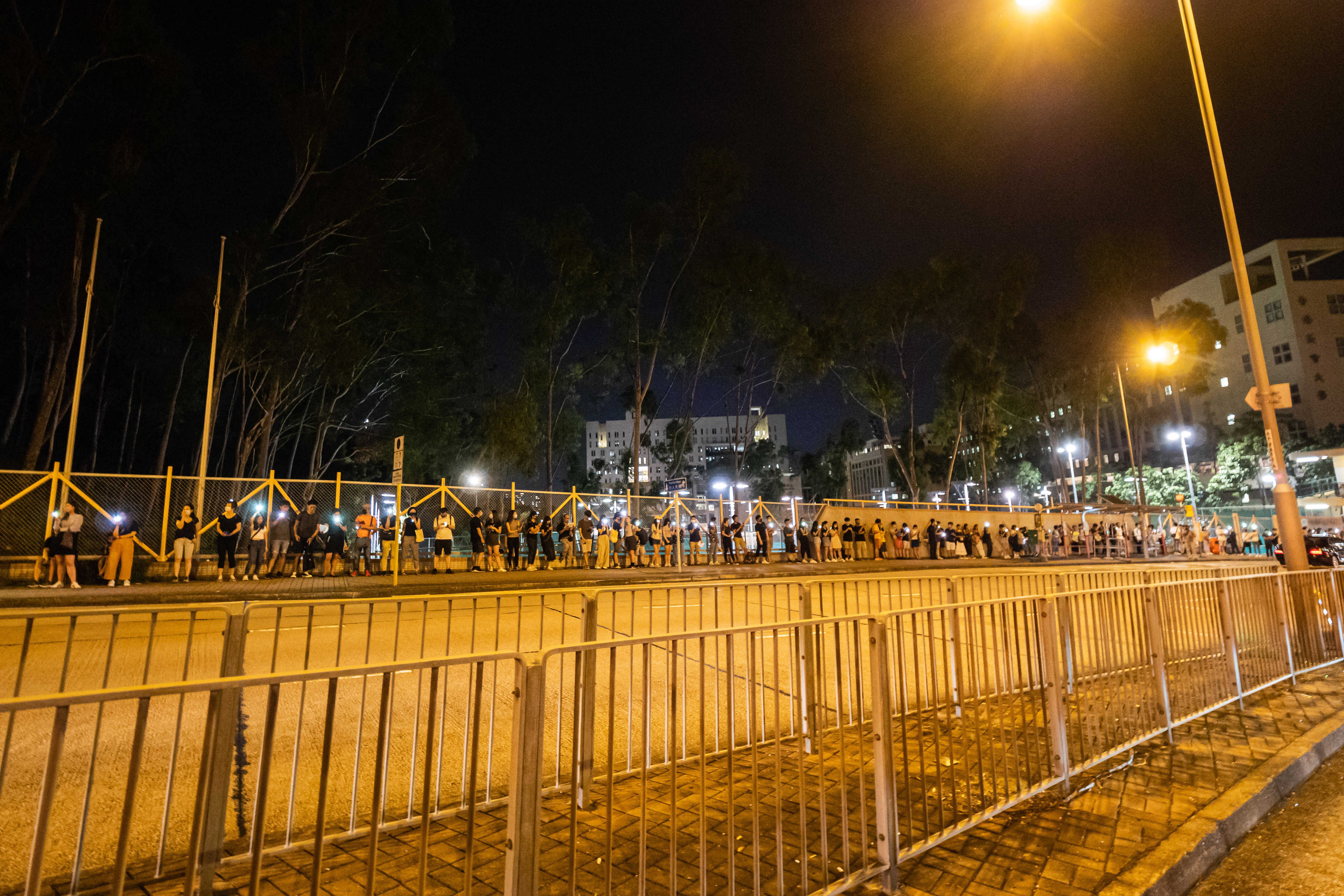
聯合道近香港浸會大學的「香港之路」
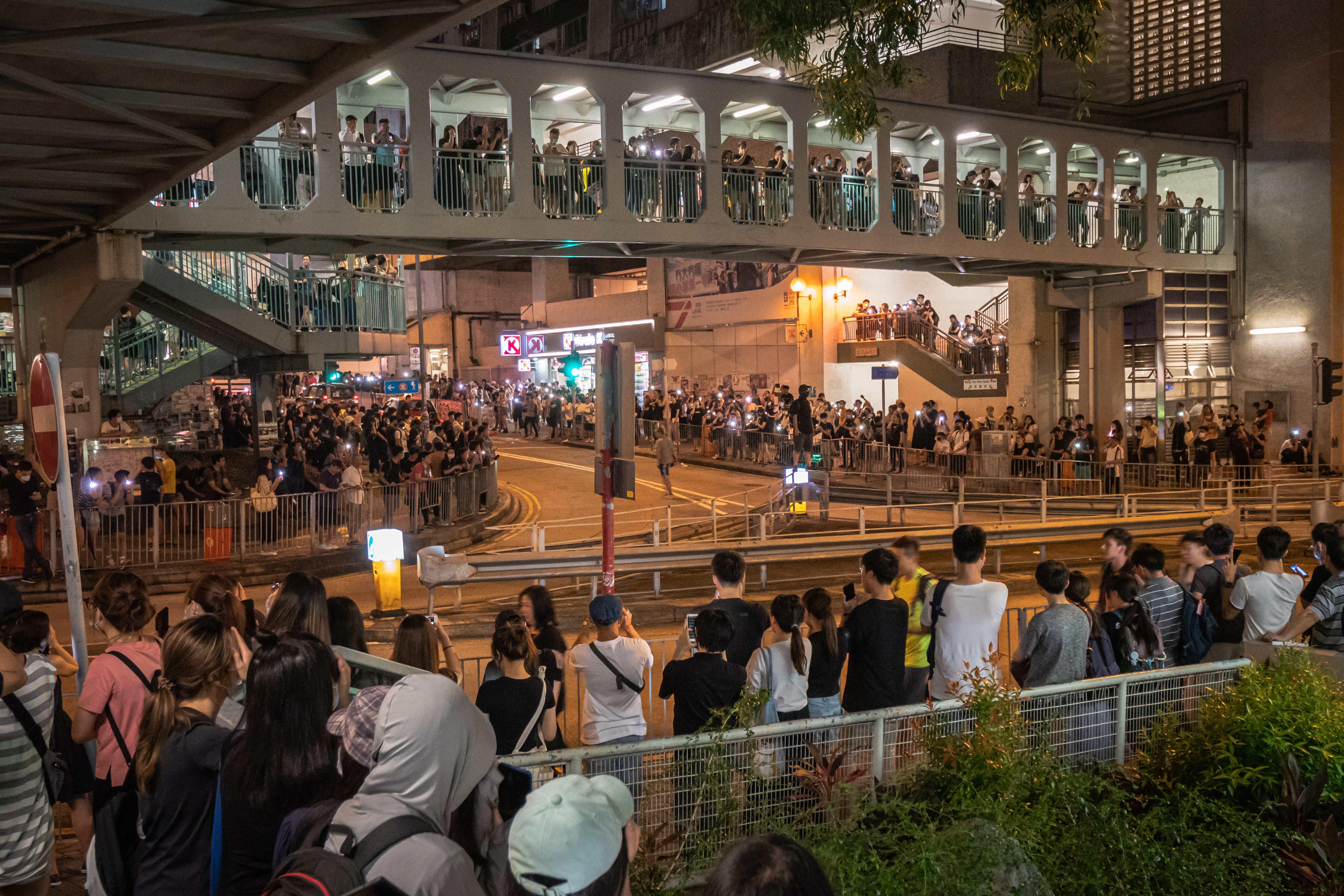
樂富橫頭磡東道的「香港之路」
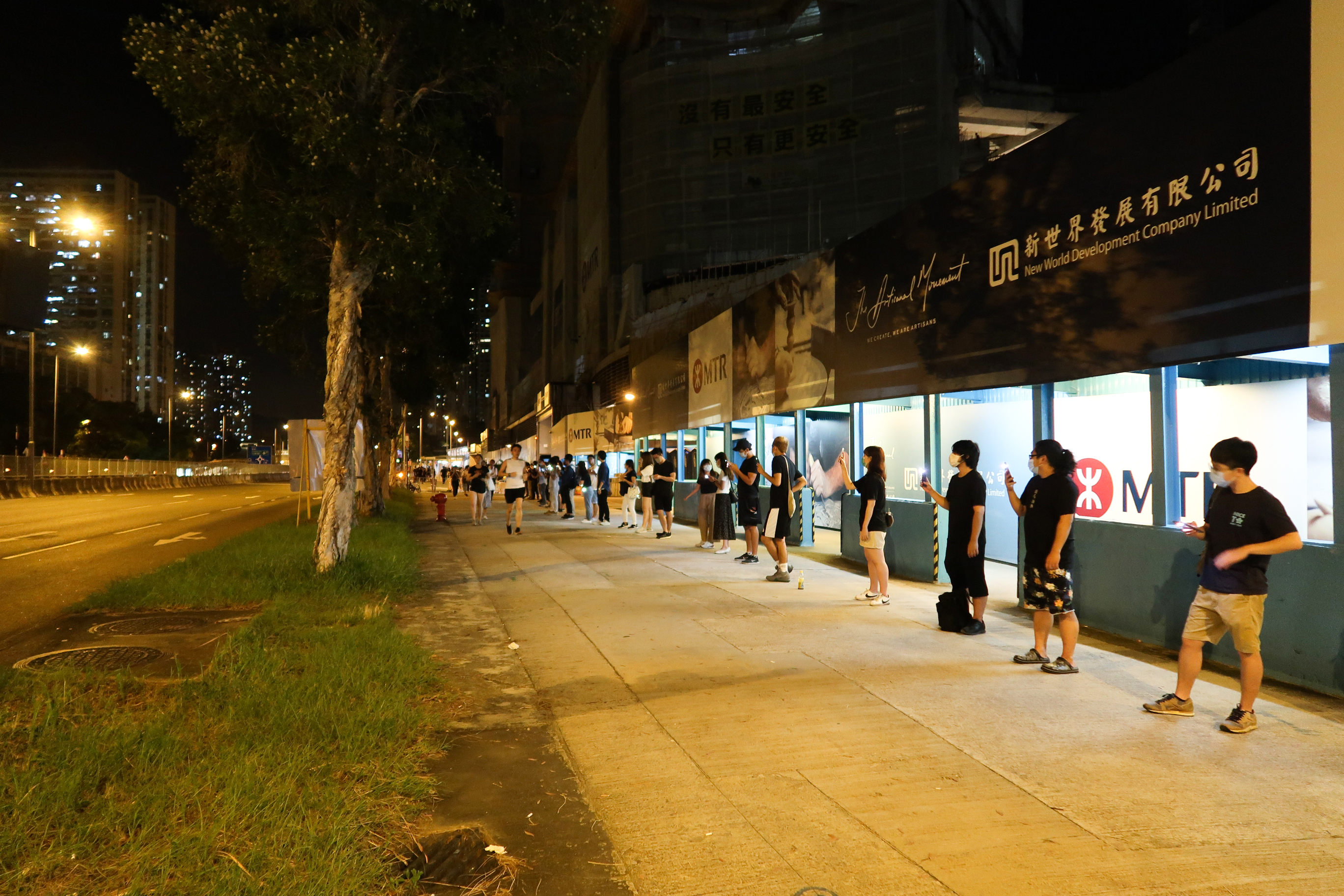
大圍車公廟路的「香港之路」

## 踩場
親建制派為對撼反修例人鏈，守護香港大聯盟聯同香港的士司機從業員總會組織了約500輛掛上中國國旗的的士，駛過各區主要道路，現場參與人鏈的民眾報以噓聲及高喊「天滅中共」等口號；中環德輔道中十字路口，有兩名揮動五星旗的男子被警員帶走。

## 迴響

### 日本
同日晚上7时（JST）有约50名在日香港人和日本人于大阪市難波站门口举行声援集会，后有約50名中国大陆人到場，高唱中華人民共和国国歌及辱骂集会人士“废青”、“港独”等，其中一人随后被大阪府警带走。

### 加拿大
加拿大多倫多聯合車站在當日早上亦有超過50人響應「香港之路」行動。

### 立陶宛
波羅的海之路发起地之一立陶宛也有人携带香港特別行政區區旗、雪山狮子旗和“六四坦克人王维林”照片等声援香港和西藏，同样遭人举中華人民共和国国旗滋擾。立陶宛警方以擾亂公共秩序罪名处罚2名中國公民，并在9月2日传召中国大使，就中国使馆官员組織反對香港民主抗議運動的非法行為表達關切。

### 美国
2019年9月21日，美國金門大橋有人鏈活動支援香港。

### 中华人民共和国
中共中央机关报《人民日报》於同晚在新浪微博聲称该活动主张香港独立，是「摧毁香港繁荣稳定局面，陷东方之珠于水火」。该报同时上传一张白皮膚手拖着黑皮膚手的海报图呼吁「勿拖黑手」，被指海报设计或涉及对黑色人种的種族歧視，亦被批評此為赤納粹。

## 後續人鏈活動
「香港之路」行動之後，人鏈活動散落各區，不同社區的市民及學生發起連串人鏈活動，以此和平方式爭取落實「五大訴求」及抗議警察濫用暴力。